# 普利尼奥·萨尔加多

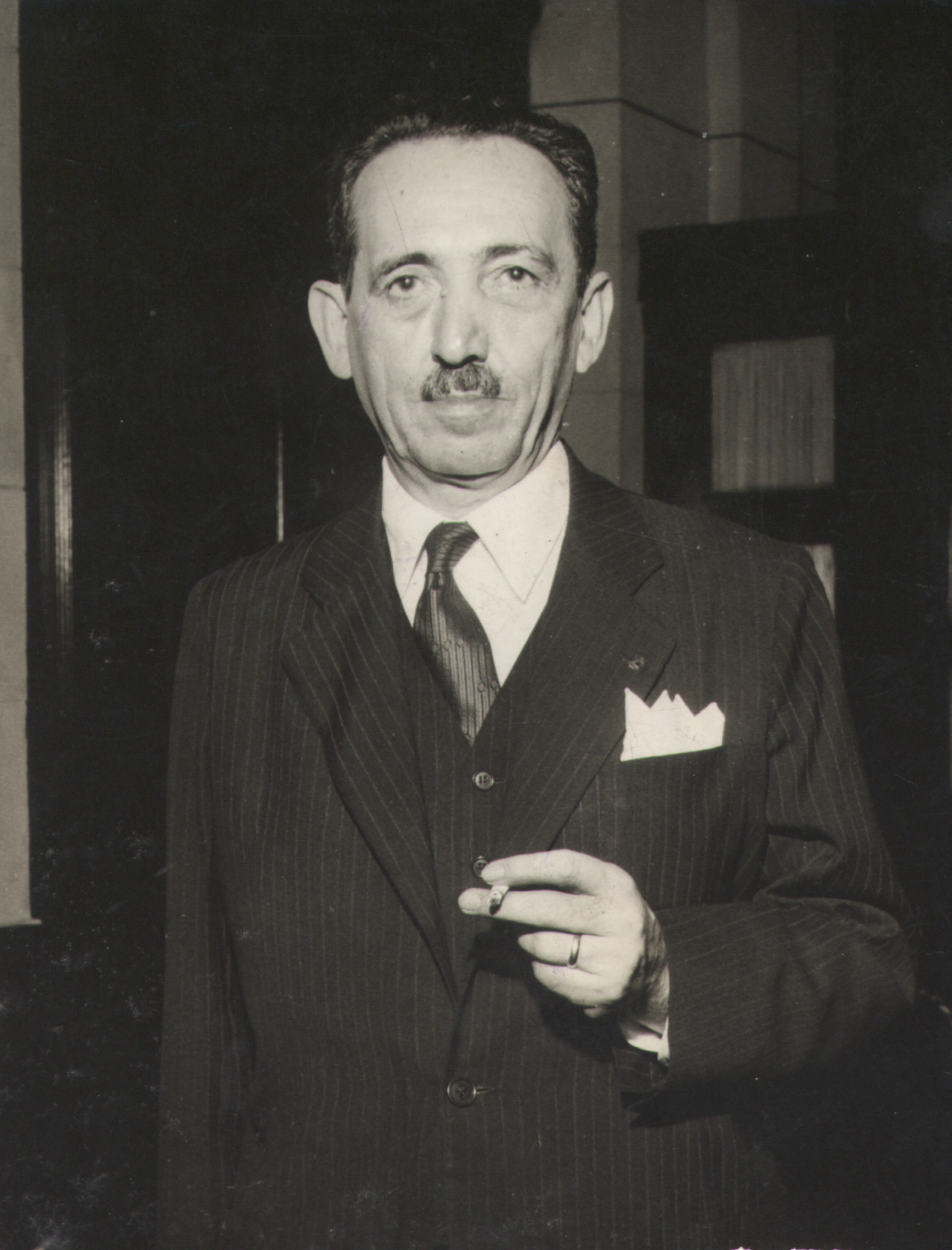
普林尼奥·萨尔加多 (1959年)

普林尼奥·萨尔加多（葡萄牙語：Plínio Salgado，葡萄牙語：[ˈplĩɲu sawˈɡadu]，1895年1月22日—1975年12月8日），是巴西右翼政治家、作家和神学家，1959年至1975年期间的众议院议员。他于1930年代创立并领导了巴西整合运动，该运动是一个以墨索里尼的法西斯模式为蓝本的政党。